# Lipno (stacja kolejowa)
Lipno – stacja kolejowa w Lipnie, w województwie kujawsko-pomorskim, w Polsce. Znajdują się tu 2 perony.

## Ruch pasażerski
| Rok  | Wymiana pasażerska na dobę |
| ---- | -------------------------- |
| 2017 | 20-49                      |
| 2022 | 50-99                      |

## Połączenia
- Toruń Główny
- Sierpc
- Bydgoszcz Główna
- Chełmża